# Эспланада (парк, Сингапур)
Парк Эспланада (кит.  海滨公园) — исторический парк, расположенный в районе Эспланада в Деловом центре в Центральном районе Сингапура.
Основанный в 1943 году Парк Эспланада считается старейшим в Сингапуре. Он был перестроен в 1991 году. Парк включает в себя ряд достопримечательностей:
- Аллея королевы Елизаветы — тенистая аллея, протянувшаяся вдоль восточной стороны парка,
- Кенотаф (закончен в 1922 году) — в память о 124 британских солдатах, родившихся или проживавших в Сингапуре и погибших во время Первой мировой войны,
- Фонтан Тань Ким Исена (перемещённый сюда в 1925 году с площади Фуллертона) — в честь филантропа, финансировавшего прокладку первого водопровода в Сингапуре,
- Мемориал Лим Бо Сена (открытый в 1954 году) — в память о герое Второй мировой войны, погибшего в японском плену